# موتور طولی

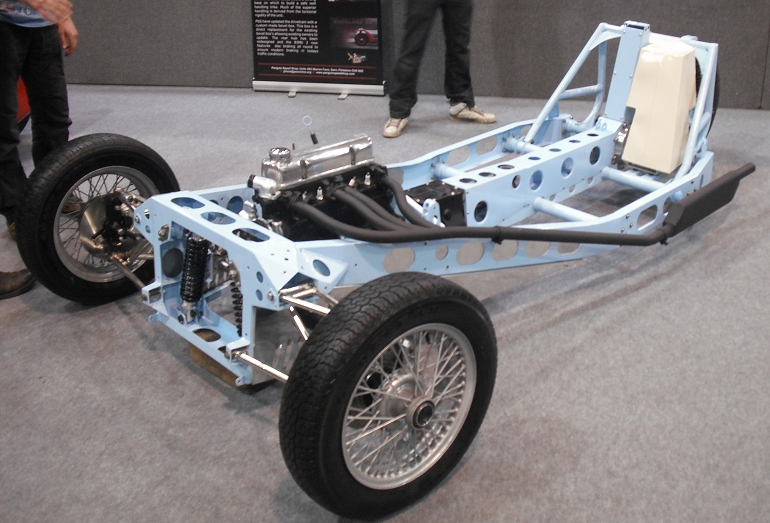
موتور طولی در شاسی سه‌چرخ

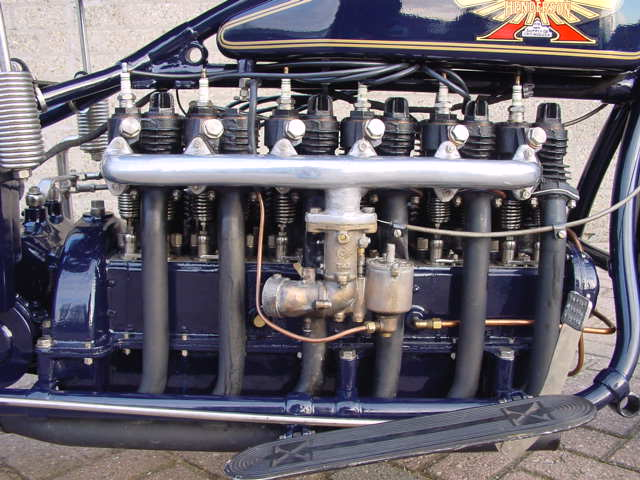
موتور شش سیلندر خطی طولی در هندرسون دی لوکس سوپرسیکس ۱۹۲۶

در مهندسی خودرو، موتور طولی یک موتور درون‌سوز است که در آن میل‌لنگ در امتداد محور طولانی وسیله نقلیه، از جلو به عقب قرار می‌گیرد.

## استفاده
این نوع موتور معمولاً برای خودروهای دیفرانسیل عقب استفاده می‌شود، به جز برخی از مدل‌های آئودی، رنو، کرایسلر و ساب و همینطور اولدزموبیل تورنادو و کادیلاک الدورادو ۱۹۶۷ مجهز به موتورهای طولی و محور جلو هستند. در خودروهای دیفرانسیل جلو معمولاً از موتور عرضی استفاده می‌شود. کامیون‌ها اغلب دارای موتورهای طولی با دیفرانسیل عقب هستند.
برای موتورسیکلت‌ها، استفاده از یک نوع خاص به درایو بستگی دارد: در مورد محرک زنجیر یا تسمه معمولاً از یک موتور عرضی استفاده می‌شود و با درایوهای محور از یک موتور طولی استفاده می‌شود. موتورهای طولی در موتورسیکلت‌ها یک عیب دارند: «نقطه اوج» میل‌لنگ در طول کل موتور سیکلت به میزان کم یا زیاد در هنگام شتاب‌گیری کج می‌شود. این تا حدی با چرخش اجزای دیگر مانند ژنراتور و جعبه‌دنده در جهت مخالف میل‌لنگ حل می‌شود.
بیشتر خودروهای بزرگ‌تر و «پریمیوم» از این جهت موتور، هم چرخ‌های جلو و هم چرخ‌های عقب استفاده می‌کنند، زیرا موتورهای قدرتمندی مانند وی۸ با سوراخ ۹۰ درجه‌ای و خطی، معمولاً آنقدر طولانی هستند که در محفظه موتور عرضی FF قرار نمی‌گیرند. وسایل نقلیه رایج مدرن از محرک محور جلو همراه با آرایش موتور عرضی استفاده می‌کنند.
خودروهای با موتورهای طولی معمولاً دارای حداقل دایره گردش کمتری نسبت به موتورهای عرضی هستند. این به این دلیل است که فضای بیشتری در کناره‌های موتور وجود دارد و به قوس‌های چرخ‌های عمیق‌تر اجازه می‌دهد تا چرخ‌های جلو بتوانند از زاویه بیشتری بچرخند.
در اواخر دهه ۱۹۶۰، بخش‌های جنرال موتورز اولدزموبیل و کادیلاک به ترتیب مدل‌های چرخ‌محرک تورنادو و ال‌دورادو با موتور وی۸ طولی و گیربکس اتوماتیک و واحد دیفرانسیل یکپارچه داشتند که به چرخ‌های جلو نیرو می‌داد. هوندا و تویوتا همچنین خودروهای دیفرانسیل جلو با موتورهای طولی، یعنی هوندا ویگور، آکورا/هوندا لجند/RL و تویوتا ترسل را ارائه کردند.

## انواع رایج
این فهرستی از نمونه‌های معمولی از انواع موتورهایی است که می‌توان در وسایل نقلیه موتوری قرار داد:
- موتور هم‌راستا - جایی که دو، سه، چهار، پنج، شش و حتی هشت سیلندر در یک صفحه قرار می‌گیرند.
- موتور وی‌شکل – جایی که دو، چهار، شش، هشت، ده، دوازده یا حتی شانزده سیلندر در دو صفحه مجزا قرار می‌گیرند که وقتی از انتهای میل‌لنگ به آن نگاه می‌شود شبیه یک V است.
- موتور تخت یا باکسر – که در آن دو، چهار، شش یا بیشتر سیلندر در دو صفحه کاملاً افقی متضاد قرار گرفته‌اند.
- موتور دبلیوشکل – که در آن دو موتور وی (زاویه باریک) با هم قرار گرفته‌اند (در ۱۸۰ درجه)، که در آن در هشت، دوازده یا شانزده سیلندر در چهار صفحه مجزا چیده شده‌اند.